# Memoria de núcleos magnéticos
La memoria de núcleos magnéticos, memoria de ferrita o memoria de toros fue una forma de memoria principal de los computadores, hasta comienzos de 1970. La función de esta memoria era similar a la que realiza la memoria RAM en la actualidad: es el espacio de trabajo, para la CPU, donde se graban los resultados inmediatos de las operaciones que se van realizando. A diferencia de la RAM basada en tecnologías DRAM, se basa en las propiedades magnéticas de su componente activo, el núcleo de ferrita y era una memoria no volátil.

## Historia
Tras desplazar a otras tecnologías de almacenamiento, la memoria de toros dominó la industria informática durante los años 1950 y 1960. Se usó de manera extensa en computadoras y otros dispositivos electrónicos, como las calculadoras. Intel se creó con la idea de convertir la memoria de estado sólido en la memoria dominante en la industria de los computadores. En 1971 Intel logró posicionar una memoria tipo DRAM como un dispositivo de buenas prestaciones y relativo bajo precio, copó los mercados de la memoria de núcleos y la relegó al pasado.

## Tecnología

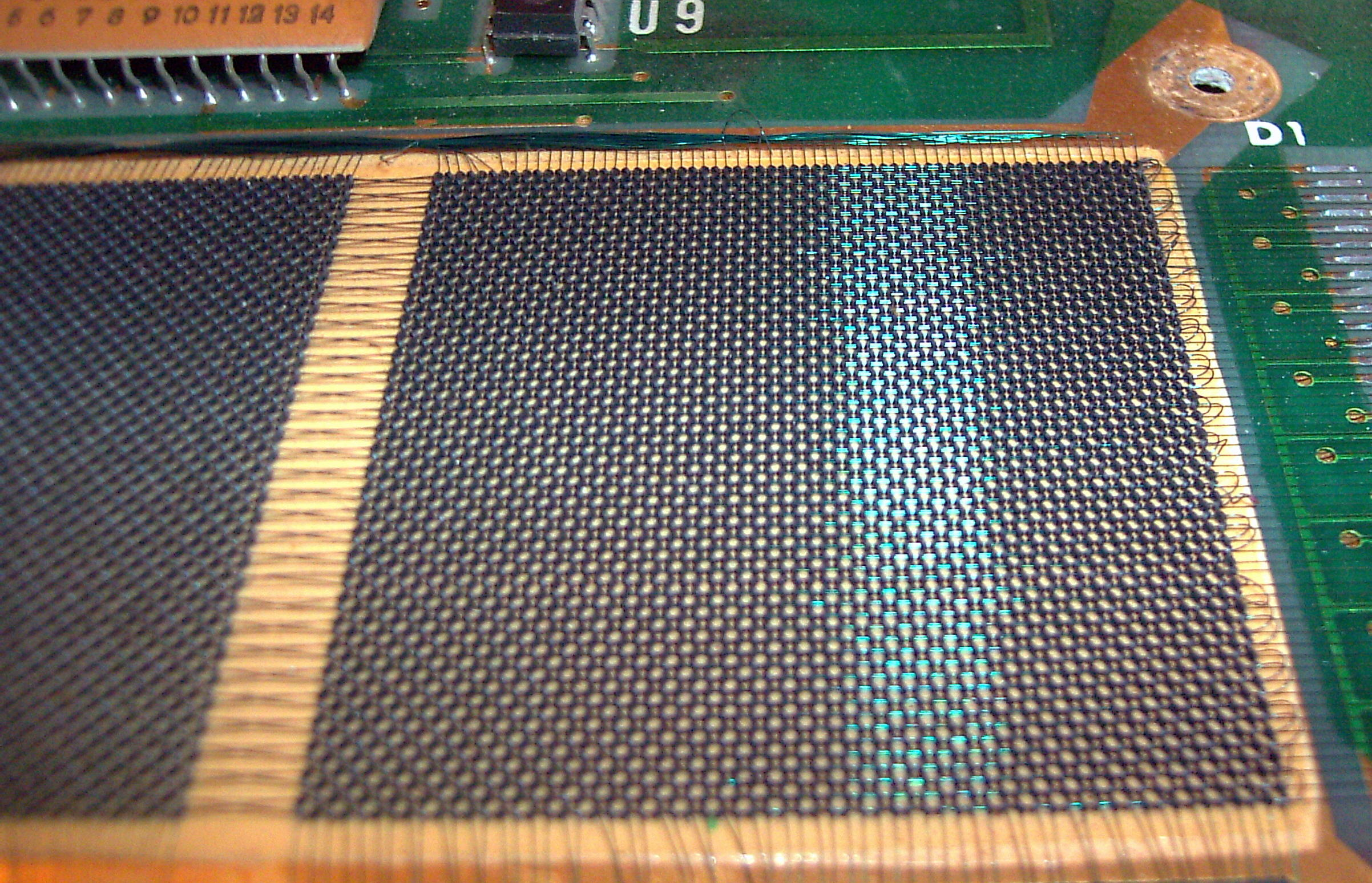
Matriz de toros de NCR

El mecanismo de memoria se basa en la histéresis de la ferrita. Los toros de ferrita se disponen en una matriz de modo que quedan atravesadas por dos hilos, X e Y, que discurren según las filas y columnas. Para escribir un bit en la memoria se envía un pulso simultáneamente por las líneas Xi e Yj correspondientes. El toro situado en la posición (i, j) se magnetizará en el sentido dado por los pulsos. Los demás toros, tanto de la fila como de la columna, no varían su magnetización ya que sólo reciben un pulso (X o Y), cuyo campo magnético es insuficiente para vencer la histéresis del toro.
El dato se lee mediante un nuevo hilo Z, que recorre todos los toros de la matriz. Escribimos un cero por el método descrito anteriormente, luego sólo el toro (i, j) puede cambiar de estado. Si contiene un cero, no cambia, luego en la línea Z no se tiene señal; pero si el toro tiene un uno, pasa a valer cero, su sentido de magnetización cambia e induce un pulso en la línea Z, que se leerá como "uno".
Como se ve, el proceso descrito destruye el dato que se lee, luego en las memorias de toros es necesario reescribir el dato tras leerlo.
Una memoria con un tamaño de palabra de n bits, pongamos 16 bits, necesita 16 matrices como la descrita, con 16 líneas Z, una por bit.

## Fabricación
La fabricación de estas memorias se hacía enhebrando las líneas X, Y y Z en los toros de forma manual. Los toros se pegan a un soporte, que puede ser una placa de circuito impreso (últimos modelos), o a los propios hilos X e Y, de rigidez suficiente para soportar el conjunto, que va sujeto a un marco del que salen las conexiones. Finalmente se apantallan magnéticamente con una chapa de "mu-metal", habitualmente, con el fin de evitar que campos magnéticos espurios alteren el contenido de la memoria.

## Otros tipos de memorias digitales
- Memoria de condensador. (Atanasov)
- Líneas de retardo acústicas
- Memoria de burbuja
- Memoria CCD
- Memoria holográfica
- Selectrón
- Tubo williams

- Datos: Q839647
- Multimedia: Core memory / Q839647